# 高庄镇 (菏泽市)
高庄镇，是中华人民共和国山東省菏泽市牡丹区下辖的一个乡镇级行政单位。

## 行政区划
高庄镇下辖以下地区：
高庄村、冯庄村、石人刘村、圈头村、田桥村、贺庄村、朱庄村、燕王庄村、赵楼村、吕集村、邓楼村、孙楼村、赵庄村、周庄村、桑堂村、大石庄村、曹楼村、郅堂村、汲尧村、付庄村、西郑庄村、郅庄村、韩楼村、袁拐村、耿庄村、北头村、东头村、袁固堆村、南头村、王楼村、贾楼村、李庄村、林口村和天庙村。